# 米格爾 (布拉干薩)
米格爾（1853年9月19日—1927年10月11日），葡萄牙布拉干薩公爵，於其父親米格爾一世被放逐至德国期間，出生於小霍伊巴赫的城堡。受葡萄牙的法律所限，他不能夠回國，是以他在德國及奥地利接受教育。

## 家庭
1877年，米格爾與圖恩的伊麗莎白公主結婚，共有2子1女：
- 米格爾（1878年—1923年）
- 布拉幹薩的弗朗西斯·約瑟夫王子（1879年—1919年）
- 布拉幹薩的瑪麗亞·特蕾莎公主（1881年—1945年）

1881年，圖恩的伊麗莎白公主逝世。1893年，米格爾與表妹瑪麗亞·特麗莎結婚，共有1子4女：
- 布拉幹薩公主伊莎貝爾瑪麗亞（1894年—1970年）
- 布拉幹薩的瑪麗亞·安娜公主（1899年—1971年）
- 瑪麗亞·安東尼婭·德·布拉幹卡公主（1903年—1973年）
- 杜阿爾特·努諾（1907年—1976年），1920年成為布拉干薩公爵繼承人
- 瑪莉亞·雅德蕾德·德·布拉甘卡（1912年—2012年）